# Ясьоново-Дембовське
Ясьоново-Дембовське (пол. Jasionowo Dębowskie) — село в Польщі, у гміні Штабін Августівського повіту Підляського воєводства.
Населення — 66 осіб (2011).
У 1975-1998 роках село належало до Сувальського воєводства.

## Демографія
Демографічна структура станом на 31 березня 2011 року:
|          | Загалом | Допрацездатний вік | Працездатний вік | Постпрацездатний вік |
| -------- | ------- | ------------------ | ---------------- | -------------------- |
| Чоловіки | 31      | 2                  | 23               | 6                    |
| Жінки    | 35      | 5                  | 19               | 11                   |
| Разом    | 66      | 7                  | 42               | 17                   |